# Stephen Schwartz
Stephen Lawrence Schwartz (New York, 6 marzo 1948) è un paroliere e compositore statunitense di colonne sonore cinematografiche e di musical.

## Biografia
Stephen Schwartz ha composto musiche per i musical di successo, come Godspell e Wicked.  
Ha contribuito ai testi di numerosi film di successo, tra cui Pocahontas (1995), Il gobbo di Notre Dame (1996), Il principe d'Egitto (1998) e Come d'incanto (2007).   
Inoltre, Schwartz ha vinto il Drama Desk Award for Outstanding Lyrics, tre Grammy Award, tre Premi Oscar ed è stato candidato per sei Tony Award.  
Ha ricevuto l'Isabelle Stevenson Award nel  2015 e un Tony Award speciale per il suo impegno a servire gli artisti e promuovere nuovi talenti. Infine il compositore ha scritto anche un'opera, intitolata Séance on a Wet Afternoon.

## Filmografia

### Compositore

#### Cinema
- Le farfalle sono libere (Butterflies Are Free), regia di Milton Katselas (1972)
- Godspell, regia di David Greene (1973)
- Pocahontas, regia di Mike Gabriel ed Eric Goldberg (1995)
- Il gobbo di Notre Dame (The Hunchback of Notre Dame), regia di Gary Trousdale e Kirk Wise (1996)
- Il principe d'Egitto (The Prince of Egypt), regia di Brenda Chapman, Steve Hickner e Simon Wells (1998)
- Come d'incanto (Enchanted), regia di Kevin Lima (2007)
- Come per disincanto - E vissero infelici e scontenti (Disenchanted), regia di Adam Shankman (2022)
- Wicked, regia di Jon M. Chu (2024)
- Wicked - Parte 2 (Wicked: For Good), regia di Jon M. Chu (2025)

#### Televisione
- Geppetto, regia di Tom Moore – film TV (2000)

#### Teatro
- Godspell (1971)
- Messa (insieme a Leonard Bernstein) (1971)
- Pippin (1972)
- The Magic Show (1974)
- The Baker's Wife (1976)
- Working (1978)
- Personals (1985)
- Rags (1986)
- Children of Eden (1991)
- The Hunchback of Notre Dame (1999)
- Wicked (2003)
- Thiruvasakam in Symphony (2005)
- Captain Louie (2005)
- Séance on a Wet Afternoon (2009)
- The Prince of Egypt (2017)
- The Queen of Versailles (2024)

### Attore
- Tick, Tick... Boom!, regia di Lin-Manuel Miranda (2021)
- Wicked, regia di Jon M. Chu (2024)

## Riconoscimenti
- Premio Oscar
  - 1996 - Miglior colonna sonora per Pocahontas
  - 1996 - Miglior canzone per Colors of the Wind, da Pocahontas
  - 1997 - Candidatura alla miglior colonna sonora per Il gobbo di Notre Dame
  - 1999 - Candidatura alla miglior colonna sonora per Il principe d'Egitto
  - 1999 - Miglior canzone per When You Believe, da Il principe d'Egitto
  - 2008 - Candidatura alla miglior canzone per Happy Working Song, da Come d'incanto
  - 2008 - Candidatura alla miglior canzone per That's How You Know, da Come d'incanto
  - 2008 - Candidatura alla miglior canzone per So Close, da Come d'incanto
- Golden Globe
  - 1996  - Miglior canzone originale per Colors of the Wind, da Pocahontas
  - 1999 - Miglior canzone originale per When You Believe, da Il principe d'Egitto
- Grammy Award
  - 1972 - Migliore colonna sonora da un album di un cast originale di uno spettacolo per Godspell
  - 1974 - Candidatura alla migliore colonna sonora dall'album di un cast originale di uno spettacolo per Pippin
  - 1996 - Miglior canzone scritta per un film, televisione o altri media audio-visivi per Colors of the Wind, da Pocahontas
  - 2005 - Miglior album di uno spettacolo musical per Wicked
  - 2021 - Candidatura alla miglior album di un musical teatrale per Il principe d'Egitto
  - 2022 - Candidatura alla miglior album di un musical teatrale per Stephen Schwartz's Snapshots (World Premier Cast)